# 1e sessie van de Commissie voor het Werelderfgoed
De 1e sessie van de Commissie voor het Werelderfgoed van UNESCO vond van 27 juni tot 1 juli 1977 plaats in Parijs in Frankrijk. Er werden nog geen omschrijvingen aan de werelderfgoedlijst toegevoegd. Wel werden regels afgesproken over interne werking, procedures, de samenstelling van een werelderfgoedlijst en de balans die hierin gezocht dient te worden tussen culturele en natuursites en de wijze waarop de lijst, het bestaan van de lijst en de sites die er op voorkomen aangekondigd en verspreid konden worden en blijvende aandacht kunnen ontvangen als onderdeel van het werelderfgoed.
1977 · 
1978 · 
1979 · 
1980 · 
1981 · 
1982 · 
1983 · 
1984 · 
1985 · 
1986 · 
1987 · 
1988 · 
1989 · 
1990 · 
1991 · 
1992 · 
1993 · 
1994 · 
1995 · 
1996 · 
1997 · 
1998 · 
1999 · 
2000 · 
2001 · 
2002 · 
2003 · 
2004 · 
2005 · 
2006 · 
2007 · 
2008 · 
2009 · 
2010 · 
2011 · 
2012 · 
2013 · 
2014 · 
2015 · 
2016 · 
2017 · 
2018 · 
2019 · 
2020-2021 ·
2022-2023 ·
2024 ·
2025